# Пјастовска ера
Пјастовска ера (960—1370) означава историју Пољске под династијом Пјаста од 10. до 14. века.

## Историја

### Оснивање пољске кнежевине (960—1138)
Оснивачем пољске државе сматра се кнез Пољана, Мјешко I Пјаст (960—992), вазал немачког цара Отона I и оснивач династије Пјаст, који преводи Пољску у римско хришћанство 966. године. Његов син Болеслав I Храбри шири територију Пољске и крунише се за краља 1025. Његов син Мјешко II (1025—1031) губи освојене територије и краљевску круну због паганског устанка у Пољској (1030—1040) и напада Немаца и Кијевске Русије, али Пољска опстаје као кнежевина.

### Период фрагментације (1138—1320)
Након смрти кнеза Болеслава III Кривоустог (1102—1138), последњег владара целе Пољске, долази до фрагментације Пољске (1138—1320) на 5 кнежевина (Малопољска (Краков), Мазовија, Великопољска, Померанија и Шлезија) под формалном влашћу великог кнеза у Кракову. Немци користе распарчавање земље и политичку анархију за продор у Пољску. Конрад Мазовски предаје Хелмно Тевтонским витезовима (1226), који освајају Пруску (1230—1283) и источну Померанију (1308—1309). Немачки и јеврејски досељеници стимулишу занатство, трговину и развој градова.

### Краљевина Пољска
Владислав I Ниски (1320—1333) поново уједињује Пољску (без Шлезије и Помераније), претвара Краков у престоницу и узима титулу краља. Најзад, његов син Казимир III Велики (1333—1370) почиње са ширењем Пољске према истоку, запоседа подручје дотадашње Галичко-волинске државе (1349) и оснива Краковски универзитет (1364).
Изумирањем династије Пјаста, 1370. круна прелази на Лајоша I Анжујског, краља Угарске, чија се ћерка Хедвига удаје 1386. за Јогаила, великог кнеза Литваније, који започиње нову династију Јагелонаца.